# Берёзовая (река, впадает в Охотское море)
Берёзовая — река на северо-западе Камчатского края в России, протекает по территории Пенжинского района.
Длина реки — 20 км. Впадает в Пенжинскую губу Охотского моря.

## Данные водного реестра
По данным государственного водного реестра России относится к Анадыро-Колымскому бассейновому округу.
Код водного объекта  — 19080000112120000040539.